# هیالمار رندال
کارل هیالمار رِندال (به انگلیسی: Carl Hialmar Rendahl)، (متولد استان یونشوپینگ، زاده ۲۶ دسامبر ۱۸۹۱ و درگذشته ۲ مه ۱۹۶۹ در استکهلم)، یک جانورشناس، کاریکاتوریست و نقاش اهل کشور سوئد است. وی به‌دلیل تألیف کتاب Fågelboken، «کتاب پرندگان» که ۶۰ هزار نسخه فروش داشت، در سوئد مشهور است.